# Henry Ivatt
Henry Alfred Ivatt, född 16 september 1851 i Wentworth, Cambridgeshire, död 25 oktober 1923 i Haywards Heath, Sussex, var en engelsk järnvägsingenjör. Han var Chief mechanical engineer (CME)
vid Great Northern Railway, Storbritannien från 1896 till 1911.

## Biografi

### Karriär

#### London och North Western Railway
Ivatt utbildades vid Liverpool College. Vid 17 års ålder gick Ivatt som lärling hos John Ramsbottom vid Crewe Works of the London and North Western Railway (LNWR). Han arbetade som brandman i ett halvår och hade olika befattningar där. Han blev chef för lokomotivdepån i Holyhead 1874, innan han befordrades till chef för Chester District.

#### Great Southern and Western Railway
1877 flyttade Ivatt till Irland och Great Southern and Western Railway vid Inchicore. 1882 utsågs han till posten som lokomotivingenjör där. Han tog patent på en design för en fjädrande klaff för vertikalt öppna vagnsfönster, som sedan dess förekom på alla tåg.

#### Great Northern Railway
1895 återvände Ivatt till England och utnämndes till lokomotivchef för Great Northern Railway (GNR), efter Patrick Stirling, med referenser från Samuel Waite Johnson, John Aspinall, Francis William Webb och William Dean.

#### Lokdesigner
På GNR förknippades han med GNR Class C1 (liten panna) och GNR Class C1 (stor panna) 4-4-2 (Atlantic), som han introducerade i Storbritannien. Ivatt var också den första som introducerade Walschaerts ventilutrustning i Storbritannien. Ivatt gick i pension den 2 december 1911. Han efterträddes som Chief Mechanical Engineer (CME) för GNR av Nigel Gresley.

## Privatliv

### Familj
Ivatt hade sex barn, av vilka den första, Campbell, dog mycket ung  1898. Hans son George Ivatt var också lokomotivingenjör och efterkrigstidens CME vid London Midland och Scottish Railway. Hans dotter Marjorie gifte sig med Oliver Bulleid, CME vid Southern Railway (Storbritannien).

## Död
Ivatt dog 1923 i Haywards Heath, Sussex.